# Campionati del mondo di atletica leggera 2013 - Lancio del martello femminile
La gara di lancio del martello femminile si è svolta tra mercoledì 14 agosto e venerdi 16 agosto 2013.

## Podio
| Pos.    | Atleta           | Nazionalità | Misura  |
| ------- | ---------------- | ----------- | ------- |
| Oro     | Anita Włodarczyk | Polonia     | 78,46 m |
| Argento | Zhang Wenxiu     | Cina        | 75,58 m |
| Bronzo  | Wang Zheng       | Cina        | 74,90 m |

## Situazione pre-gara

### Record
Prima di questa competizione, il record del mondo (WR) e il record dei campionati (CR) erano i seguenti.
| Record                | Prestazione | Atleta                   | Data                             | Competizione              |
| --------------------- | ----------- | ------------------------ | -------------------------------- | ------------------------- |
| Record mondiale       | 79,42 m     | Betty Heidler Germania   | 21 maggio 2011 Halle, Germania   |                           |
| Record dei campionati | 77,96 m     | Anita Włodarczyk Polonia | 22 agosto 2009 Berlino, Germania | Campionati del mondo 2009 |

### Campioni in carica
I campioni in carica, a livello mondiale e continentale, erano:
| Campione | Atleta                   | Prestazione | Data                                  | Competizione               |
| -------- | ------------------------ | ----------- | ------------------------------------- | -------------------------- |
| Olimpico | Tatyana Lysenko Russia   | 78,18 m     | 10 agosto 2012 Londra, Regno Unito    | Giochi della XXX Olimpiade |
| Mondiale | Tatyana Lysenko Russia   | 77,13 m     | 4 settembre 2011 Taegu, Corea del Sud | Campionati del mondo 2011  |
| Europeo  | Anita Włodarczyk Polonia | 74,29 m     | 1º luglio 2012 Helsinki, Finlandia    | Campionati europei 2012    |

### La stagione
Prima di questa gara, gli atleti con le migliori tre prestazioni dell'anno erano:
| Pos. | Atleta                   | Prestazione | Data                             |
| ---- | ------------------------ | ----------- | -------------------------------- |
| 1    | Oksana Kondrateva Russia | 77,13 m     | 30 giugno 2013 Žukovskij, Russia |
| 2    | Anita Włodarczyk Polonia | 76,93 m     | 19 luglio 2013 Toruń, Polonia    |
| 3    | Betty Heidler Germania   | 76,48 m     | 15 giugno 2013 Stettino, Polonia |

## Risultati
| LEGENDA: | NR | Record nazionale | PB | Primato personale | SB | Primato stagionale |

### Qualificazioni
Si qualificano per la finale le concorrenti che ottengono una misura di almeno 73,00 m (Q); le migliori dodici misure (q) accedono comunque alla finale.
| Pos. | Gruppo | Atleta              | Paese       | 1ª prova | 3ª prova | 3ª prova | Misura | Note  |
| ---- | ------ | ------------------- | ----------- | -------- | -------- | -------- | ------ | ----- |
| 1    | B      | Anita Włodarczyk    | Polonia     | x        | 76,18    |          | 76,18  | Q     |
| 2    | A      | Zhang Wenxiu        | Cina        | 71.99    | 75,15    |          | 75,15  | Q, SB |
| 3    | B      | Oksana Kondrateva   | Russia      | 73,89    |          |          | 73,89  | Q     |
| 4    | B      | Wang Zheng          | Cina        | 71,33    | 73,17    |          | 73,17  | Q, PB |
| 5    | B      | Gulfiya Khanafeyeva | Russia      | 69,67    | 69,62    | 72,47    | 72,47  | q     |
| 6    | B      | Amanda Bingson      | Stati Uniti | 71,90    | x        | x        | 71,90  | q     |
| 7    | B      | Yipsi Moreno        | Cuba        | 71,69    | x        | x        | 71,69  | q     |
| 8    | B      | Bianca Perie        | Romania     | 70,19    | 69,58    | 71,32    | 71,32  | q, SB |
| 9    | A      | Éva Orbán           | Ungheria    | x        | 69,45    | 70,62    | 70,62  | q     |
| 10   | A      | Jeneva McCall       | Stati Uniti | 70,47    | x        | 69,14    | 70,47  | q     |
| 11   | B      | Amber Campbell      | Stati Uniti | 69,86    | 66,92    | 67,40    | 69,86  |       |
| 12   | B      | Liu Tingting        | Cina        | 69,07    | x        | 69,68    | 69,68  |       |
| 13   | A      | Rosa Rodríguez      | Venezuela   | 67,48    | 69,35    | x        | 69,35  |       |
| 14   | A      | Sultana Frizell     | Canada      | 67,86    | 69,06    | 68,77    | 69,06  |       |
| 15   | A      | Jennifer Dahlgren   | Argentina   | 67,63    | 66,86    | 68,90    | 68,90  |       |
| 16   | A      | Betty Heidler       | Germania    | 68,83    | 66,41    | x        | 68,83  |       |
| 17   | B      | Sophie Hitchon      | Regno Unito | 68,56    | 67,62    | 65,86    | 68,56  |       |
| 18   | B      | Kathrin Klaas       | Germania    | x        | 66.93    | 68,34    | 68,34  |       |
| 19   | A      | Martina Hrašnová    | Slovacchia  | x        | x        | 68,00    | 68,00  |       |
| 20   | B      | Aksana Miankova     | Bielorussia | 62.19    | 66,65    | x        | 66,65  |       |
| 21   | B      | Amy Sène            | Senegal     | x        | 64.96    | 65,58    | 65,58  | SB    |
| 22   | A      | Tereza Králová      | Rep. Ceca   | 63.68    | x        | 64,74    | 64,74  |       |
| 23   | A      | Barbara Špiler      | Slovenia    | x        | x        | 64,58    | 64,58  |       |
| 24   | B      | Tracey Andersson    | Svezia      | x        | 61,37    | x        | 61,37  |       |
|      | A      | Iryna Syekachova    | Ucraina     |          |          |          | DNS    |       |
| dq   | A      | Anna Bulgakova      | Russia      | 68.86    | 74,83    |          | 74,83  |       |
| dq   | A      | Tatyana Lysenko     | Russia      | x        | 74,60    |          | 74,60  |       |

### Finale
| Pos.   | Atleta              | Nazionalità | 1ª prova | 2ª prova | 3ª prova | 4ª prova | 5ª prova | 6ª prova | Misura | Note |
| ------ | ------------------- | ----------- | -------- | -------- | -------- | -------- | -------- | -------- | ------ | ---- |
| center | Anita Włodarczyk    | Polonia     | 70,75    | 74,21    | 77,79    | 78,46    | 72,85    | 71,39    | 78,46  | NR   |
| center | Zhang Wenxiu        | Cina        | 74,62    | 73,60    | 75,08    | 75,58    | 72,70    | x        | 75,58  | SB   |
| center | Wang Zheng          | Cina        | 68,46    | 74,90    | x        | 73,94    | x        | 72,35    | 74,90  | PB   |
| 4      | Yipsi Moreno        | Cuba        | 68,96    | 74,16    | 71,06    | x        | x        | 72,68    | 74,16  | SB   |
| 5      | Oksana Kondrateva   | Russia      | 71,46    | 72,76    | 71,21    | 68,80    | x        | 68,61    | 72,76  |      |
| 6      | Éva Orbán           | Ungheria    | 67,17    | 72,70    | 70,18    | 70,57    | x        | 67,39    | 72,70  |      |
| 7      | Jeneva McCall       | Stati Uniti | 72,33    | 72,61    | 72,65    |          |          |          | 72,65  |      |
| 8      | Amanda Bingson      | Stati Uniti | x        | 72.56    | x        |          |          |          | 72.56  |      |
| 9      | Bianca Perie        | Romania     | 71,15    | 70,40    | 71,25    |          |          |          | 71,25  |      |
| 10     | Gulfiya Khanafeyeva | Russia      | 71,07    | 69,52    | 69,00    |          |          |          | 71,07  |      |
| dq     | Tatyana Lysenko     | Russia      | 77,58    | 77,33    | 76,34    | 78,80    | 76,90    | 74,49    | 78,80  |      |
| dq     | Anna Bulgakova      | Russia      | x        | 72,69    | 74,62    | 72,80    | x        | 73,33    | 74,62  |      |